# Freyomyia bivittata
Freyomyia bivittata är en tvåvingeart som beskrevs av Hardy 1974. Freyomyia bivittata ingår i släktet Freyomyia och familjen borrflugor. Inga underarter finns listade i Catalogue of Life.